# Listă de plante medicinale - V

A - Ă - Â - B - C - D - E - F - G - H - I - Î - J - K - L - M - N - O - P - Q - R - S - Ș - T - Ț - U - V - X - Y - Z
| Plantă    | Denumire latină       | Proprietăți vindecătoare |
| --------- | --------------------- | ------------------------ |
| Valeriană | Valeriana officinalis |                          |
| Verigar   | Rhamnus cathartica    |                          |
| Vâsc      | Viscum album          |                          |
| Volbură   | Convolvulus arvensis  |                          |